# Koch (sport)

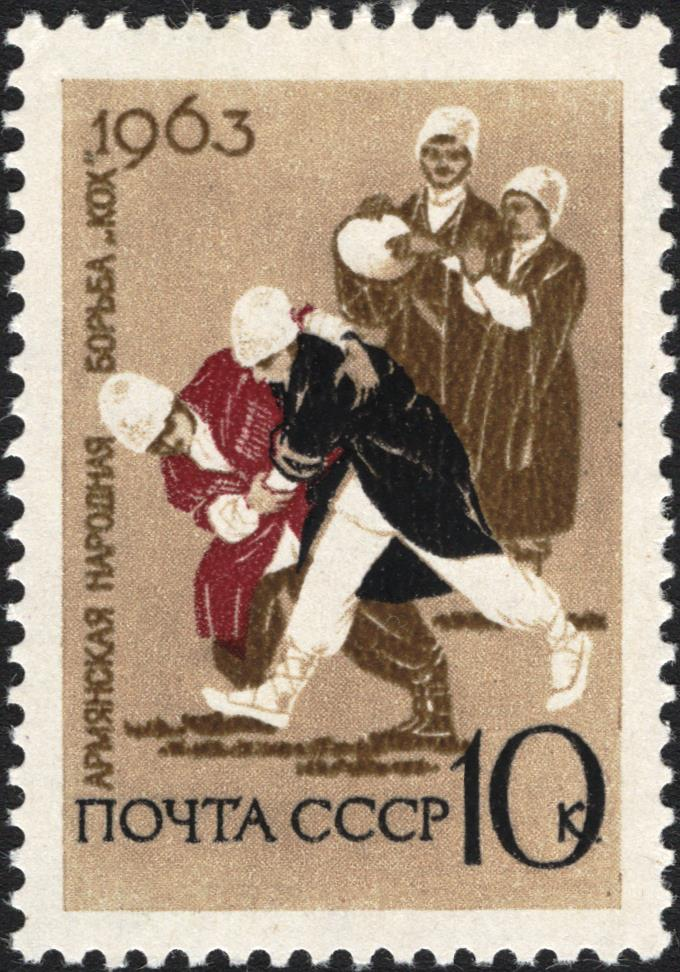
Radziecki znaczek pocztowy, przedstawiający koch (1963)

Koch (orm. Կոխ) – ormiańska odmiana zapasów, znana od wczesnego średniowiecza. Miała wpływ na kształtowanie się sambo. 
Historia sportu sięga przynajmniej 1500 lat. Wzmianki o niej pojawiają się w perskich rękopisach, sceny walki namalowano także na ścianie kościoła na wyspie Ahtamar. Istnieje też legenda, wedle której koch był przyjacielską walką ormiańskich bogów.
Osoby uprawiające tę dyscyplinę walczą w tradycyjnych ormiańskich strojach. Dawniej koch rozgrywano jedynie podczas uroczystych wydarzeń, choćby podczas wesel. Przed walką uczestnicy odbywali rytualny taniec, następnie walczyli przez 5-10 minut. Po zakończeniu przeprowadzano specjalny taniec na cześć zwycięzcy, któremu towarzyszyła muzyka ludowa. 
Istnieją przynajmniej dwa różne warianty tego sportu: Lorri i Szirak (największe różnice występowały w ubiorze zawodników). Do końca lat 80. koch obecny był na wiejskich terenach i nie było profesjonalnych zawodników w tej dyscyplinie. W 2008 roku sport ten uprawiało około 700 ormiańskich dzieci. Jednak w 2016 roku postanowiono wskrzesić jego tradycję, utworzono Ormiańską Federację Kochu, na czele której stanął mistrz świata w zapasach z 2001 roku – Waghinak Galstjan. Z budżetu państwa przeznaczono na ten cel 13 milionów dramów. 
W 1957 roku profesor Gieorgij Tumanian napisał książkę poświęconą tej dyscyplinie. 